# Robert Sheckley

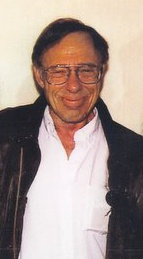
Robert Sheckley

Robert Sheckley (New York, 16 juli 1928 - Poughkeepsie, 9 december 2005) was een Amerikaans schrijver van sciencefictionromans en -verhalen. Zijn verhalen en romans kenmerken zich door de zwarte humor en absurde situaties. Een van zijn kortverhalen, "The Seventh Victim", werd verfilmd als La decima vittima met Ursula Andress en Marcello Mastroianni in de hoofdrol, terwijl de roman Immortality, Inc. de inspiratie vormde voor de film Freejack met Mick Jagger. 

## Biografie
Sheckley werd geboren in New York, in het stadsdeel Brooklyn. Later verhuisden hij en zijn familie naar Maplewood (New Jersey), waar hij de Columbia High School bezocht. Al snel ontdekte hij de sciencefiction in tijdschriften als Astounding Science Fiction Magazine. In 1946 verliet hij de school en vertrok naar Californië, waar hij zich in leven hield met allerlei baantjes voordat hij in hetzelfde jaar werd opgeroepen voor het leger. In 1948 werd hij uit dienst ontslagen en ging studeren aan de New York-universiteit. Na zijn afstuderen in 1951 wist hij zijn eerste verhaal, Final Examination, te verkopen aan het tijdschrift Imagination. Al snel publiceerde hij in meerdere tijdschriften en in 1954 verscheen zijn eerste bundel, Untouched by Human Hands (1954). Er volgden nog drie bundels voordat in 1958 Immortality, Inc. uitkwam, zijn eerste roman. In 1965 werd het korte verhaal The Seventh Victim verfilmd. Na een verblijf op Ibiza in de jaren zeventig keerde Sheckley terug naar de VS en werd redacteur bij het tijdschrift OMNI. Hij verliet OMNI in 1981 en ging met zijn vierde vrouw Jay Rothbell reizen door Europa. Na zijn scheiding bleef hij schrijven, soms in samenwerking met Harry Harrison en Roger Zelazny. In 2005 overleed hij aan een aneurysma in zijn hersens.

## Stijl
De boeken en verhalen van Sheckley kenmerken zich door humor en absurditeit. In zijn debuutroman Immortality, Inc. (in het Nederlands vertaald als NV Onsterfelijkheid) schetst hij een wereld die zo overbevolkt is geraakt dat mensen zich vrijwillig kunnen opgeven voor euthanasie in zogenaamde zelfmoordcellen. Bij rellen schiet de politie gericht op het publiek om maar zo veel mogelijk slachtoffers te maken. Zwarte humor kenmerkt het verhaal The Accountant, waarin een familie van tovenaars met lede ogen moet aanzien dat de oudste zoon zich laat omscholen tot het 'obscure beroep' van accountant. Het absurde uit Sheckleys werk komt goed naar voren in Dimension of Miracles, deze roman gaat over een man op aarde, Tom Carmody, die geheel onverwacht een galactische prijs wint die eigenlijk niet voor hem bestemd is. Hij krijgt de prijs ergens in het heelal uitgereikt en moet vervolgens zelf zijn weg terugvinden naar de aarde. Aangezien de aarde officieel nog niet is toegelaten tot deze buitenaardse loterij is Carmody gedwongen allerlei dimensies te doorkruisen. Als extra 'aardigheidje' krijgt hij een natuurlijke vijand toegewezen, omdat het volgens de galactische organisatoren allemaal 'niet eerlijk is' om geen vijand te hebben.

## Verfilmingen en tv-bewerkingen
- Het korte verhaal "Seventh Victim" uit 1953 werd in Italië verfilmd als La decima vittima, ook bekend als The 10th Victim, met Marcello Mastroianni en Ursula Andress. Later werd het de inspiratiebron voor het computerspel Assassin.
- De eerste roman van Sheckley, Immortality, Inc., vormde de basis voor het scenario van de film Freejack uit 1992 met Mick Jagger, Emilio Estevez, Rene Russo, en Anthony Hopkins.
- De roman The Game of X lag aan de basis van de film Condorman (1981)
- De verhalen Ghost V uit 1954 en The Lifeboat Mutiny werden gebruikt voor twee episoden van de televisieserie This Fantastic World (USSR).
- Het korte verhaal The Prize of Peril (1958) werd in 1970 bewerkt tot de Duitse televisiefilm Das Millionenspiel en in 1983 tot de Franse film Le Prix du Danger.
- Het korte verhaal "Watchbird" werd verfilmd als een aflevering van Stephen Hawking's Sci Fi Masters
- Uit het kortverhaal "The Robot Who Looked Like Me" uit 1978 volgde "Robots (2023 film)".

### Romans
- Immortality, Inc. (1958) (nl: NV Onsterfelijkheid)
- The Status Civilization (ook bekend als Omega) (1960) (nl: De statusplaneet)
- Calibre .50 (1961)
- Dead Run (1961)
- Live Gold (1962)
- Journey Beyond Tomorrow (ook bekend als Journey of Joenes) (1963) (nl: Joenes wonderbaarlijke reis)
- White Death (1963)
- The Game of X (1965)
- The 10th Victim (romanbewerking van de gelijknamige film) (1966)
- Mindswap (1966)
- Time Limit (1967)
- Dimension of Miracles (1968) (nl: Dierbaar doolhof)
- Options (1975)
- The Alchemical Marriage of Alistair Crompton (ook bekend als Crompton Divided) (1978)
- Dramocles (1983)
- Pop Death (1986)
- Victim Prime (1987)
- Hunter / Victim (1988)
- On The Planet of Bottled Brains (samen met Harry Harrison, 1990)
- Minotaur Maze (1990)
- Watchbird (1990)
- Xolotl (1991)
- Alien Starswarm (1991)
- Millennial Contest series (samen met Roger Zelazny) (1990)
- Bring Me the Head of Prince Charming (1991) (nl: Breng mij het hoofd van de droomprins)
- If at Faust You Don't Succeed (1993)
- The Alternative Detective (1993)
- A Farce to Be Reckoned With (1995)
- Star Trek: Deep Space Nine: The Laertian Gamble (1995)
- Aliens: Alien Harvest (1995)
- Draconian New York (1996)
- Godshome (1997)
- Soma Blues (1997)
- Babylon 5: A Call to Arms (1999)
- The Grand-Guignol of the Surrealists (2000)
- Dimension of Miracles Revisited (2000)

### Verhalenbundels
- Untouched by Human Hands (1954) (nl: Van aardse smetten vrij)
- Citizen in Space (1955)
- Pilgrimage to Earth (1957) (nl: De diepvriesbruid)
- Notions: Unlimited (1960)
- Store of Infinity (1960)
- Shards of Space (1962)
- The People Trap (1968) (nl: De mensenval)
- Can You Feel Anything When I Do This? (Ook bekend als The Same to You Doubled) (1972)
- The Robot Who Looked Like Me (1978)
- The Wonderful World of Robert Sheckley (1979)
- The Sheckley Omnibus (1979)
- Is THAT What People Do? (1984)
- The Collected Short Fiction of Robert Sheckley (1991)
- Uncanny Tales (2003)
- The Masque of Mañana (2005)
- Store of the Worlds (2012)

- Bibsys: 90222749
- Biblioteca Nacional de España: XX1023960
- Bibliothèque nationale de France: cb119246346 (data)
- CiNii: DA0369216X
- Gemeinsame Normdatei: 122222717
- International Standard Name Identifier: 0000 0001 1473 2737
- Library of Congress Control Number: n50022137
- Nationale Bibliotheek van Letland: 000072695
- MusicBrainz: f40777c0-a6f6-4f36-8710-e95cee5a7f43
- Bibliotheek van het Japanse parlement: 00456308
- Nationale Bibliotheek van Tsjechië: ola2003169752
- Nationale Bibliotheek van Israël: 987007494145605171
- Nationale Bibliotheek van Polen: a0000001041876
- Nationale en Universitaire bibliotheek Zagreb: 000054347
- Nederlandse Thesaurus van Auteursnamen: 068859554
- SNAC: w67b1nb5
- Système universitaire de documentation: 027136493
- Virtual International Authority File: 59089266
- WorldCat: E39PBJqbhVFx6rJgQ9P6wGttKd